# Rosario de la Frontera (Salta)
Rosario de la Frontera is een plaats in het Argentijnse bestuurlijke gebied Rosario de la Frontera in de provincie  Salta. De plaats telt 24.819 inwoners.